# Celessíria

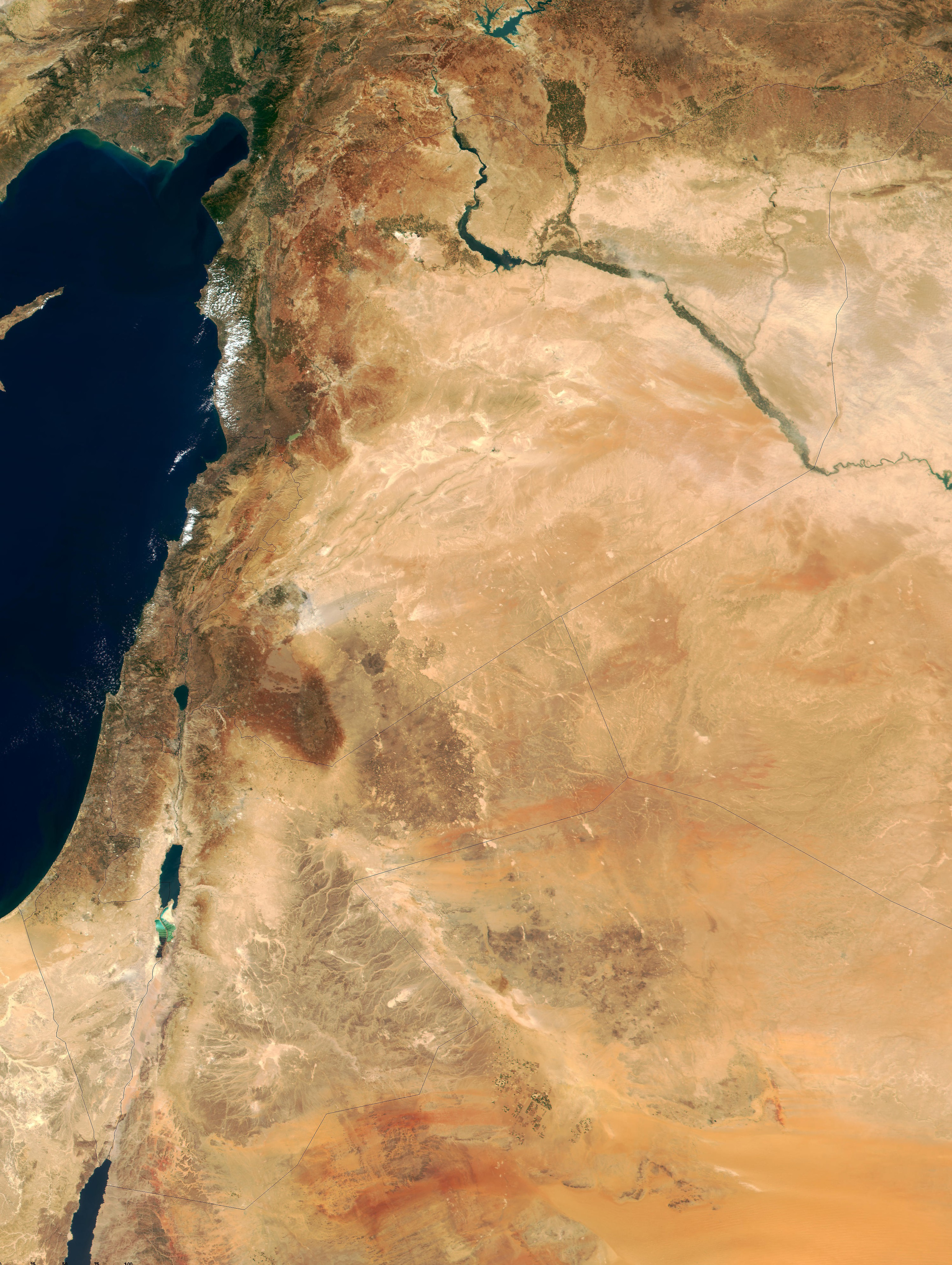
Imagem de satélite da Celessíria

Síria em 125 no Império Romano

Celessíria  ou Cele-Síria (em latim: Coele-Syria; em grego clássico: Κοίλη Συρία; romaniz.: Koíle Syría, de κοίλος, "vazio") era a região ao sudoeste da Síria, disputada pelo Império Selêucida e o Reino Ptolomaico. Estritamente falando, costuma-se comparar a Celessíria com o vale do Líbano, mas o termo é mais amplo cobrindo toda a área ao sul do rio Eléutero, incluindo a Judeia.

## História
Com a morte de Alexandre, o Grande em 323 a.C., toda a Síria foi alocada a Laomedonte de Mitilene. Em 319-318 a.C., contestando sua posse, Ptolomeu I (r. 302–283/282 a.C.) conquistou-a. Mais adiante, Laomedonte aliou-se com Antígono Monoftalmo para retomá-la. Em 312 a.C., a pedido de Seleuco I (r. 306–281 a.C.), Ptolomeu invadiu-a e derrotou Demétrio I, filho de Antígono, na Batalha de Gaza; Diodoro Sículo, narrando o evento, não afirma se a invasão tinha por objetivo reconquistar a Celessíria ou apenas criar distração para Seleuco, que queria retornar à Babilônia.
Em 303-302 a.C., Ptolomeu juntou-se a coalizão de Cassandro, Seleuco e Lisímaco contra Antígono, mas pouco fez além de reocupar a Celessíria, que desocupou ao ouvir falsos relatos de que Antígono venceu os demais na Ásia Menor e marchava à Síria. Pelo acordo que originou a coalizão, no caso de vitória, Ptolomeu receberia a região, mas como decidiu abandoná-la, sua reivindicação foi anulada e os vitoriosos na Batalha de Ipso de 301 a.C. confiaram-a a Seleuco. Ptolomeu, por sua vez, se recusou a aceitar, originando a disputa secular entre ptolomeus e selêucidas pelo controle da Celessíria.
Ptolomeu tornou a ocupar a região após Ipso, e Seleuco decidiu não lutar por ela. Os ptolomeus mais tarde alegaria que sua posse foi formalmente confirmada sob os termos de um acordo com Seleuco no qual Ptolomeu aceitou ficar neutro em sua guerra com Lisímaco, mas os selêucidas negaram isso e a região foi disputada nas Guerras Sírias entre 274/3 e 168 a.C.. Ela ficou sob os ptolomeus até a Quinta Guerra Síria (202–195 a.C.), quando Antíoco III (r. 223–187 a.C.) tomou-a na Batalha de Pânio de 200 a.C. e alargou o Império Selêucida até o Reino Ptolemaico no Egito. Os selêucidas dominaram-a até 168 a.C., quando os romanos mandaram Antíoco IV (r. 175–164 a.C.) remover as tropas do Egito. Desde então, o controle selêucida da Síria declinou, com esta se tornando independente ou quasi-independente, e em 83 a.C., Tigranes II (r. 95–55) anexou-a. Em 67 a.C., Pompeu derrotou-o e anexou a Síria como província romana.